# Monedas de euro de Eslovaquia

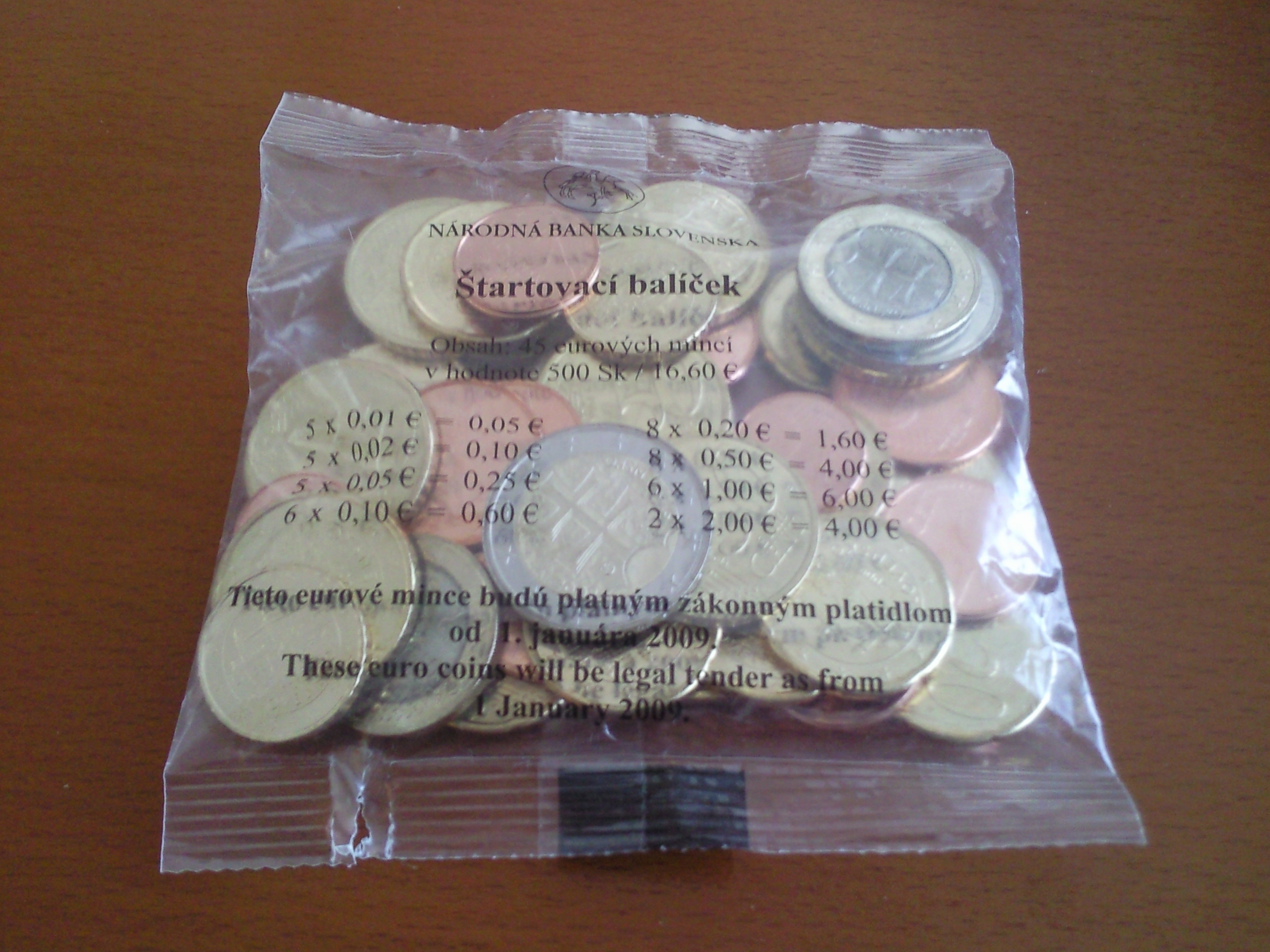
Una bolsa con las primeras monedas de euro de Eslovaquia en ser fabricadas.

El euro (EUR o €) es la moneda oficial de las instituciones de la Unión Europea desde 1999 (cuando sustituyó al ECU), de los Estados que pertenecen a la eurozona y de los micro-Estados europeos con los que la Unión tiene acuerdos al respecto. También es utilizado de facto en Montenegro y Kosovo. Las monedas de euro están diseñadas de tal manera que en su anverso muestran un diseño específico del Estado emisor mientras que en su reverso muestran un diseño común.
El 1 de enero de 2009, Eslovaquia se convirtió en el decimosexto país de la Unión Europea en adoptar el euro como moneda oficial, sustituyendo a la corona eslovaca. El 8 de julio de 2008, se había establecido la tasa de cambio irrevocable en 30,1260 tólares eslovenos = 1 euro.
El euro circuló simultáneamente a la corona eslovaca hasta el 16 de enero de 2009, día a partir del cual esta última dejó de tener curso legal aunque las monedas pudieron seguir siendo canjeadas en el Banco Nacional de Eslovaquia hasta el 2 de enero de 2014, y los billetes aún pueden ser canjeados en las oficinas del banco.
Los diseños de las monedas de euro fueron presentados en 2006 por el Banco Nacional de Eslovaquia. Se acuñan en la ceca de Kremnica y tienen las letras «MK» como marca (por «Mincovňa Kremnica», ceca de Kremnica en eslovaco).

## Diseño regular
En 2005, se celebró un concurso público oficial para elegir el diseño de las monedas, que se llevó a cabo en dos rondas. La fecha límite para la primera ronda fue el 31 de enero de 2005, después de lo cual los diez mejores diseñadores elegidos por el Banco Nacional de Eslovaquia fueron invitados a hacer relieves en yeso de sus diseños. En la segunda ronda, el banco convocó una votación pública realizada del 12 al 20 de noviembre de 2005 sobre los diez diseños que se seleccionaron de las más de 200 presentaciones. El 21 de noviembre de 2005, los resultados se hicieron públicos siendo el diseño más popular el Escudo de Eslovaquia. El 20 de diciembre de 2005, el diseño de las monedas de euro eslovacas se hizo público oficialmente.
Se hicieron tres diseños diferentes. Las monedas de 1, 2 y 5 céntimos con el monte Kriváň fueron diseñadas por Drahomír Zobek, las de 10, 20 y 50 céntimos, que muestran el castillo de Bratislava, por Ján Černaj y Pavol Károly y las de 1 y 2 euros, que muestran el escudo de Eslovaquia, por Ivan Řehák. Todas las monedas llevan en el anillo exterior las 12 estrellas de la bandera de la Unión Europea, la palabra «SLOVENSKO» («Eslovaquia» en eslovaco), la marca de ceca y el año de acuñación.
| |
| El monte Kriváň representación heráldica que da motivo a las monedas de 1, 2 y 5 cts. Grabador: Drahomír Zobek. |

| |
| Castillo de Bratislava representación heráldica que da motivo a las monedas de 10, 20 y 50 cts. Grabadores: Ján Černaj y Pavol Károly. |

| |
| Escudo de Eslovaquia representación heráldica que da motivo a las monedas de 1 y 2 euro. Grabadora: Ivan Řehák. |

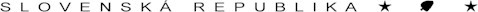
Canto de la moneda de 2 euro eslovaca.

## Cantidad de piezas acuñadas
|      | €0.01  | €0.02  | €0.05  | €0.10  | €0.20  | €0.50  | €1.00  | €2.00  |
| ---- | ------ | ------ | ------ | ------ | ------ | ------ | ------ | ------ |
| 2009 | 90.828 | 80.905 | 84.957 | 74.800 | 66.602 | 59.400 | 46.860 | 39.250 |
| 2010 | 30.070 | 50.070 | 0.070  | 0.070  | 0.070  | 0.070  | 0.070  | 0.070  |
| 2011 | 20.455 | 15.055 | 0.055  | 0.055  | 0.055  | 0.055  | 0.055  | 6.055  |
| 2012 | 10.545 | 0.045  | 0.045  | 0.045  | 0.045  | 0.045  | 0.045  | 1.045  |
| 2013 | 26.058 | 0.028  | 0.028  | 0.028  | 0.028  | 0.028  | 0.028  | 1.028  |
| 2014 | 26.275 | 5.025  | 0.025  | 0.025  | 0.025  | 0.025  | 0.025  | 1.025  |
| 2015 | 23.111 | 12.564 | 0.025  | 0.025  | 0.025  | 0.025  | 0.025  | 9.350  |
| 2016 | 28.899 | 17.026 | 0.026  | 0.026  | 0.026  | 0.026  | 0.026  | 3.026  |
| 2017 | 20.538 | 13.668 | 6.138  | 0.018  | 0.018  | 0.018  | 0.018  | 3.118  |
| 2018 | 20.606 | 12.130 | 8.026  | 0.026  | 0.026  | 0.026  | 0.026  | 1.026  |
| 2019 | 32.020 | 14.470 | 4.045  | 3.020  | 0.020  | 0.020  | 0.020  | 1.022  |
| 2020 | 56.025 | 25.025 | 16.025 | 12.025 | 0.025  | 0.025  | 0.025  | 4.025  |
| 2021 | 14.019 | 7.019  | 6.019  | 4.019  | 0.019  | 0.019  | 0.019  | 4.019  |

## Monedas conmemorativas en euro de Eslovaquia
Para más información, véase Monedas conmemorativas de 2 euros.
| Año  | Motivo | Emisión   | Imagen |
| 2009 | 20º aniversario del 17 de noviembre de 1989La parte interior de la moneda muestra una campana estilizada hecha a partir de una serie de llaves, rememorando la manifestación del 17 de noviembre de 1989, en que los manifestantes agitaban manojos de llaves en señal de protesta. Esto marcó el inicio de la Revolución de Terciopelo. En la parte inferior derecha se pueden ver la marca del artista (Pavol Károly) y la marca de ceca. El diseño está rodeado, arriba, por la leyenda «17. NOVEMBER SLOBODA DEMOKRACIA» («17 de noviembre libertad democracia» en eslovaco) y las fechas «1989-2009», y abajo, por el nombre del país emisor, «SLOVENSKO» («Eslovaquia» en eslovaco). El anillo exterior muestra las doce estrellas de la Unión Europea.                                                  | 1 000 000 |        |
| 2009 | Diseño común: X aniversario de la creación de la Unión Económica y MonetariaLa segunda emisión conjunta fue acuñada por los 16 países de la eurozona de 2009. Al igual que en la anterior, cada estado acuñó el mismo anverso con su denominación nacional como distintivo. El centro de la moneda muestra una figura humana estilizada cuyo brazo izquierdo es prolongado por el símbolo del euro. Bajo este símbolo aparecen las iniciales del diseñador, «ΓΣ» (de «Γεώργιος Σταματόπουλος», Geórgios Stamatópoulos escultor de la Casa de la Moneda griega). Las leyendas son, sobre el diseño, «SLOVENSKO» (“ESLOVAQUIA” en eslovaco). Bajo el diseño,HMÚ 1999-2009 (del eslovaco Hospodárska a Menová Únia, 'Unión Económica y Monetaria'). En el anillo externo aparecen las doce estrellas de la Unión. | 2 500 000 |        |
| 2011 | 20º aniversario del grupo Visegrád | 1 000 000 |        |
| 2012 | Diseño común: X aniversario de la puesta en circulación de los billetes y monedas en euros | 1 000 000 |        |
| 2013 | 1150º aniversario de la misión de Constantino y Metodio en la Gran Moravia | 1 000 000 |        |
| 2014 | 10º aniversario de la entrada de la República Eslovaca en la Unión Europea | 1 000 000 |        |
| 2015 | 200º aniversario del nacimiento de Ľudovít Štúr | 1 000 000 |        |
| 2015 | Diseño común: 30º aniversario de la Bandera europea | 1 000 000 |        |
| 2016 | Primera presidencia de la República Eslovaca del Consejo de la Unión Europea | 1 000 000 |        |
| 2017 | 550º aniversario de la Universidad Istropolitana | 1 000 000 |        |
| 2018 | 25º aniversario de la República Eslovaca | 1 000 000 |        |
| 2019 | Centenario de la muerte de Milan Rastislav Štefánik | 1 000 000 |        |
| 2020 | 20º aniversario de la adhesión de Eslovaquia a la OCDE | 1 000 000 |        |
| 2021 | Centenario del nacimiento de Alexander Dubček | 1 000 000 |        |
| 2022 | 300º aniversario de la construcción de la primera máquina de vapor para bombear agua de las minas en Eslovaquia |           |        |
| 2022 | Diseño común: 35º aniversario del programa Erasmus |           | [ ]    |